# Pedro Talesio
Pedro Talesio (o también Pedro Thalesio) (España, c. 1563 – Coímbra, c. 1629) fue un compositor y teórico musical, posiblemente de origen español o portugués, que desarrolló la mayor parte de su carrera profesional y se afincó en Portugal, donde fue maestro de capilla y profesor universitario.

## Biografía
De su vida en España se sabe muy poco. Vasconcellos afirma que fue maestro de capilla en la Catedral de Granada antes de 1613. Sin embargo las listas de maestros de capilla de la Catedral de Granada no lo mencionan y entre 1592 y 1627 ocupaba el magisterio Luis de Aranda. Habría sido justo antes de ser llamado para el magisterio en el Hospital de Todos los Santos de Lisboa, donde tomó posesión del cargo el 30 de junio de 1593, con un salario de 16 000 reis, labor para la cual fue recomendado por el cardenal Albert, virrey de Portugal.
Durante su época lisboeta aseguraba haber sido el creador del canto multicoral. En 1603 colaboró en la creación de la «Cofradía de Santa Cecilia», dedicada a la protección de los músicos.
En 1610 fue nombrado maestro de capilla de la catedral de Guarda y el 1612 profesor de la Universidad de Coímbra, de cuya cátedra de música sería responsable a partir del año siguiente, tomando posesión del cargo el 19 de enero de 1613. Tras un breve periodo de vuelta a España para trabajar en Madrid en 1616, regresó a Coímbra a los pocos meses.

## Publicaciones
En 1618 publicó Arte do Canto-Chaõ [Arte de canto llano], Coímbra. Libro que alcanzó un gran prestigio por sus métodos pedagógicos y que fue reeditado en 1628.